# ۹۶۸ (خورشیدی)
۹۶۸ نهصد و شصت و هشتمین سال هجری خورشیدی است.